# Clubiona microsapporensis
Clubiona microsapporensis là một loài nhện trong họ Clubionidae.
Loài này thuộc chi Clubiona. Clubiona microsapporensis được miêu tả năm 1990 bởi Mikhailov.